# IC 3373
IC 3373 је спирална галаксија у сазвјежђу Береникина коса која се налази на листи објеката дубоког неба у Индекс каталогу.
Деклинација објекта је + 25° 27' 11" а ректасцензија 12h 27m 27,7s. Привидна величина (магнитуда) објекта IC 3373 износи 15,7 а фотографска магнитуда 16,5.